# ایزرائیل گلفاند
 ایزرائیل گلفاند (روسی: Изра́иль Моисе́евич Гельфа́нд؛ ۲ سپتامبر ۱۹۱۳ – ۵ اکتبر ۲۰۰۹) یک دانشمند در زمینه آنالیز ریاضی اهل روسیه بود.
وی همچنین برنده جوایزی همچون درجه لنین شده است.